# Demon (Priester)
Demon war ein attischer Priester.
Demon war Onkel des Rhetors und Politikers Demosthenes. 386/85 v. Chr. wurde er für seine Amtsführung als Priester geehrt. Im Jahr 373/72 und eventuell auch nochmals später unter Demosthenes fungierte er als Trierarch.